# Marc Riso
Marc Riso est un acteur français.

## Filmographie

### Cinéma
- 2016 : Les Têtes de l'emploi d'Alexandre Charlot et Franck Magnier
- 2018 : Ami-ami de Victor Saint Macary
- 2018 : Love Addict de Frank Bellocq
- 2019 : La Grande Classe de Remy Four et Julien War
- 2020 : Divorce Club de Michaël Youn
- 2021 : Si on chantait de Fabrice Maruca
- 2021 : Mince alors 2 ! de Charlotte de Turckheim
- 2022 : Zaï zaï zaï zaï de François Desagnat
- 2022 : Le Visiteur du Futur de François Descraques
- 2022 : Jumeaux mais pas trop d'Olivier Ducray et Wilfried Meance
- 2022 : Classico de Nathanaël Guedj et Adrien Piquet-Gauthier : Blaise
- 2023 : Notre tout petit petit mariage de Frédéric Quiring : Paul
- 2023 : Veuillez nous excuser pour la gêne occasionnée d'Olivier Van Hoofstadt : Fabrice
- 2023 : Gueules noires de Mathieu Turi : Polo
- 2024 : Un p'tit truc en plus d'Artus : Marc
- 2024 : Le Larbin de Alexandre Charlot et Franck Magnier : Sylvain/Kévin

### Télévision
- 2015 : Martin, sexe faible (1 épisode)
- 2017 : Trois Saa et puis la France (téléfilm)
- 2018 : A Musée vous, à musée moi (3 épisodes)
- 2019 : Un Entretien (1 épisode)
- 2020 : Groom (1 épisode)
- 2020 : Les Rivières pourpres (2 épisodes)
- 2021-2023 : Je te promets : Tanguy Besset
- 2021 : Or de lui : Jacques
- 2022 : Drôle : Laurent Califano
- 2022 : Année Zéro d'Olivier Barma : Cédric
- 2022 : 1H30 Max de Léo Grandperret : Bertrand Petitpas
- 2025 : Ma mère est une espionne de Léo Karmann
- 2026  : Grandiose de Jean-Baptiste Pouilloux et Elsa Bennett

### Courts-métrages
- 2014 : Revulshk ! de Julia Boutteville
- 2014 : Bref, les 30 ans de Canal+ de Kyan Khojandi
- 2015 : Je suis prêt d'Aurélien Kouby & Davy Rathsasombath
- 2016 : Consoles de salon d'Arthur Laloux
- 2016 : Camille chez le médecin de Jérôme Niel
- 2017 : Troc Mort de Martin Darondeau
- 2018 : La Clé du problème de Gabin & Eden Ducourant
- 2019 : PD d'Olivier Lallart
- 2019 : Je suis ta moitié de Julia Boutteville
- 2019 : La Maman des poissons de Zita Hanrot
- 2019 : Partage. de Johann Dionnet & Marc Riso
- 2020 : En Maria d'Alice de Lencquesaing
- 2020 : O Mà! de Vincent Launay-Franceschini
- 2021 : Dernier Préparatif de Baptiste Magontier

## Théâtre
- 2013 : La Cantatrice chauve d'Eugène Ionesco, mise en scène de Clio Van De Walle
- 2014 : 1, 2, 3 Sardines de Sylvie Audcoeur, David Basant & Olivier Yéni, mise en scène de Jonathan Demayo & Marc Riso
- 2015 : Landru et fantaisies de Christian Siméon, mise en scène de Marc Riso
- 2015 : Pour ceux qui restent de Martin Darondeau, mise en scène de Martin Darondeau
- 2015 : Un boulevard dans la tête de Martin Darondeau, mise en scène de Martin Darondeau
- 2015 : Duce de Matthieu Pierret & Marc Riso, mise en scène de Matthieu Pierret & Marc Riso
- 2016 : Un stylo dans la tête de Jean Dell, mise en scène de Marc Riso
- 2019 : Polar d'Henrick Lange, mise en scène de Marc Riso